# Chorisoneura mysteca
Chorisoneura mysteca är en kackerlacksart som först beskrevs av Henri Saussure 1862.  Chorisoneura mysteca ingår i släktet Chorisoneura och familjen småkackerlackor. Inga underarter finns listade i Catalogue of Life.